# Mildred Jeffrey
Mildred Jeffrey (ur. 1910, zm. 24 marca 2004 w Detroit) – amerykańska działaczka społeczna.
Związana z Partią Demokratyczną. Była aktywistką na rzecz praw kobiet, mniejszości, a także pomocy bezrobotnym i reform liberalnych. W 2000 została uhonorowana przez Billa Clintona Prezydenckim Medalem Wolności.